# Kirchtagskrapfen

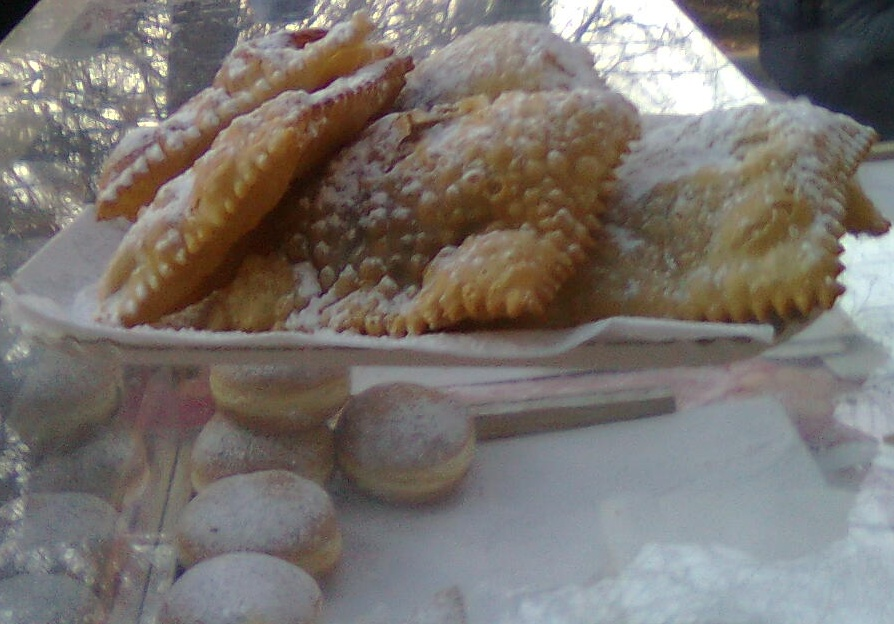
Kirchtagskrapfen, darunter Faschingskrapfen

Kirchtagskrapfen (oder Festtagskrapfen) sind eine Tiroler Süßspeise. Sie sind viereckig, meist länglich, und  bestehen aus zwei dünnen Lagen Teig. In der Mitte befindet sich eine Füllung, meist aus Mohn oder Marillenmarmelade, vereinzelt werden auch Kastanien- oder Preiselbeermarmelade u. a. verwendet. Je nach Geschmack werden sie mit Puderzucker bestreut. 